# ジェームズ・ウィリアムソン
ジェームズ・ロバート・ウィリアムソン（James Robert Williamson, 1949年10月29日生まれ）はアメリカ合衆国のギタリスト、作曲家、音楽プロデューサー、電子工学技術者。名前の日本語表記は「ジェイムズ」「ジェームス」「ウイリアムソン」「ウィリアムスン」と複数あるが、本稿は「ジェームズ・ウィリアムソン」で統一する。

## 概要
プロトパンクの代表的なバンド、ザ・ストゥージズのメンバーであり、後世に大きな影響を与えたアルバム『ロー・パワー』の製作に関わった。また、再結成後のザ・ストゥージズにも2009年から、活動休止を表明した2016年まで参加している。ザ・ストゥージズ活動休止後はソロミュージシャンとしての活動を開始した。1980年からザ・ストゥージズに再参加する2009年までは音楽業界から離れており、AMDやソニー・エレクトロニクスで電子工学技術者として活動していた。

## ザ・ストゥージズ参加まで

### 生い立ち
1949年にアメリカ合衆国テキサス州カストロヴィルに生まれたジェームズ・ウィリアムソンは、幼い頃に父親と死別し、5歳頃にテキサス州サンアントニオへ引っ越した。その後、母親がアメリカ陸軍の職業軍人と再婚したため、義父の異動に伴ってアメリカの各地を転々とした。
彼がギターを初めて演奏したのは7年生の頃で、その頃は家族とともにオクラホマ州ロートンに住んでいた。
一夏テキサスで過ごした時にギターを手に入れた。すごくクールだと思ったからね。私の姉がエルヴィスのレコードを家に持ち込んだんだが、それで思ったんだよ。「ギターを手に入れなきゃ」とね。私は母に頼んだ。私の叔父はシアーズに勤めていた。だから結果的にシアーズ製の中古のFホールギターを手に入れることができた。弦とフレットの間が1インチ半は離れているやつだよ。もっとも、最初に手に入れたそのギターではほんのちょっとのコードと曲を練習しただけだった。それから1年くらい経ってデトロイトに引っ越したんだが、引越し先の隣の家族があらゆるジャンルの音楽を演奏するような一家だった。その一家の息子が、ケン・ブラックといったんだが、私のコード演奏を上達させてくれたよ。彼はもう自分のエレキギターを手に入れていたね。デトロイトに引っ越したときのことで覚えているのは、それは夏でマーサ&ザ・ヴァンデラスのヒート・ウェイヴがヒットしていたことだな。私はケンの部屋でだらだら過ごしながら、彼の演奏を聴いたり、バレーコードの演奏方法を教わったりした。その夏の終わりに私はとうとうエレキギターを手に入れた。フェンダー・ジャガーですごく満足したね。

### ザ・ストゥージズ参加までの音楽活動
ウィリアムソンが級友のスコット・リチャードソンとキャリア最初のバンドを結成したのは、デトロイトで9年生になった時で、バンド名は「ザ・チョウズン・フュー（選ばれし者たち）」と名付けられた。ビートルズ、ローリング・ストーンズ、ゼムなどの曲をカバーしていたバンドだったが、既にウィリアムソンは作曲を始めていた。このバンドにはウィリアムソンが脱退した後にロン・アシュトンがベーシストとして加入している。
バンド結成からしばらくして、ウィリアムソンは学校から退学処分を受けた。長髪を切れば復学できるという条件付きだったが、ウィリアムソンは拒否し、そのまま欠席を決め込むと学校は改めて彼を呼び出して事情を聴き、ウィリアムソンを少年院に送ることに決めた。ウィリアムソンはそこで髪を切られた。
1966年前半、少年院を出たウィリアムソンはニューヨークから80マイル北方にある小都市の寄宿学校に転校した。必然的にチョウズン・フューからは脱退することになった。母親に頼んで転校先にギターとアンプを送ってもらったウィリアムソンはコバ・シーズというバンドを結成し、改めてリードギタリストとしての腕を磨き始めた。偶然、バンドメンバーの父親にCBSの重役がいて録音機材が借りられたことから、メンバーの発案でリハーサルセッションが音源化された。この音源は2010年頃に発売された。
少年院から寄宿学校へ移る間、一時的に自宅に帰っていたウィリアムソンは友人とともにチョウズン・フューのライブを見に行き、その際にチョウズン・フューにベーシストとして加入していたロン・アシュトンと、加えてロン・アシュトンの親友であり、プライム・ムーヴァーズというブルース・バンドにいたイギー・ポップと面識を得て、その後、連絡を取り合う仲になった。彼らがザ・ストゥージズを結成した後も、エレクトラからリリースしたデビューアルバム「イギー・ポップ・アンド・ストゥージズ」のミキシング中に寄宿学校の友人と訪問するなど、親交を深めていった。
1970年、寄宿学校を卒業したウィリアムソンは、ザ・ストゥージズが活動拠点としていたデトロイト近郊の小都市アナーバーに向かった。既にザ・ストゥージズはウィリアムソンがミキシングを見学したデビューアルバムに続き、セカンドアルバム「ファン・ハウス」をリリースしていた。

## ザ・ストゥージズ
アナーバーに滞在したウィリアムソンは、ザ・ストゥージズのローディーを務めていたジーク・ゼトナー、ビル・チーザムと同居し、2人とジャムセッションを行うなどして、ギターの練習を続けていた。
その頃、セカンドアルバムの『ファン・ハウス』リリース後のザ・ストゥージズはツインギター体制への移行を試みていて、当初はロン・アシュトンの友人でもあったビル・チーザムをセカンドギタリストとしたが、本人はプロフェッショナルな音楽活動を続けるつもりがなく、加えて技術的にも問題があったため参加は短期間に終わり、イギーがギターの腕前と作曲も行うことを知っていたウィリアムソンに声をかけ、ウィリアムソンも加入を承諾した。加入後の最初のギグは1970年12月5日だった。
しかし、その頃のザ・ストゥージズは混乱期でもあった。商業的に失敗し、ビル・チーザムに見るようにメンバーは短期間で入れ替わり、イギーとスコット・アシュトンは薬物問題を抱えていた。ロン・アシュトンは薬物に手を出していなかったが、そのために作曲パートナーだったイギーと疎遠になり、既に薬物に手を出していたウィリアムソンが新加入メンバーにもかかわらず新たな作曲パートナーとしての地位を獲得した。
しかし、混乱に陥ったバンドを当時契約していたレコード会社エレクトラは見限っており、ある日、イギー、ウィリアムソン、スコット・アシュトンが同居していたマンションを訪れると次回作に収録予定の新曲を聞かせるように要求し、ウィリアムソンとイギーが披露したところ、出来が悪いと酷評してそれを理由に契約を解除してしまった。これによりバンドは更なる苦境に陥り、加えてイギーが薬物依存の治療施設に通い始め、ウィリアムソンも肝炎に罹患してデトロイトの姉の家で療養生活に入ったことから継続的な活動も難しくなり、結果、ウィリアムソンが治癒した頃には、バンドは解散を表明していた。

## イギー＆ザ・ストゥージズ

### ザ・ストゥージズの復活
ザ・ストゥージズ解散後の1971年9月、ダニー・フィールズ経由でイギーはデヴィッド・ボウイと会い、彼の所属事務所メインマンに誘われた。イギーは誘いを受けて事務所と契約し、その結果、コロムビアから2枚のアルバムレコーディング契約を手に入れることになった。
翌1972年3月に、メインマンを仕切っていたマネージャー、トニー・デフリーズがイギーをロンドンに連れて行き、バックバンドを探すように指示した。イギーはまず作曲パートナーとしてウィリアムソンをロンドンに呼び、2人でバックバンドを探すことになった。当初、事務所側からはピンク・フェアリーズとのコラボレーションを提案されたが2人は断り、メンバーオーディションを開始したものの、当時のイギリスを席巻していたグラムロックブームの中では彼らが求めるようなメンバーが見つからず、最終的にウィリアムソンの提案でロン・アシュトンとスコット・アシュトンを呼び戻すことに決めた。
今もはっきりと覚えているのは、ジム（イギー）と一緒にテレビを見ながら、彼に向かって身を乗り出して言ったことだ。「知ってるか？ロン・アシュトンはいいベースプレーヤーだ」私が彼と初めて会った時、チョウズン・フューでベースを弾いていたからね。「そして、彼の弟は素晴らしいドラマーだ。だから息の合ったプレイができる。何で俺らはリズムセクションを探しているんだ？彼らに電話して呼び出せばいいだけじゃないのか？」そしてイギーも賛成した。
全く新しいミュージシャンとのコラボレーションを考えていたイギーの当初構想とは異なることになったが、ロン・アシュトンがリードギタリストからベーシストへの転向を受け入れたため、結果的にザ・ストゥージズが再結成されることになった。ただし、事務所はイギーをメインに据えることにこだわったため、この時の正式なバンド名は「イギー＆ザ・ストゥージズ」とされ、このメンバーで製作されたサードアルバム『ロー・パワー』でもそのようにクレジットされている。

### ロー・パワー
1972年7月15日、結成後のイギー＆ザ・ストゥージズはロンドンのキングスクロス地区にあるキングスクロス・シネマでお披露目ギグを成功させた後に、サードアルバム『ロー・パワー』制作のため、ロンドンのCBSスタジオに入った。事務所はこのアルバムをデヴィッド・ボウイにプロデュースさせる予定でいたが、イギーが断ったことに加えてボウイ自身も初の大規模なワールドツアーの最中で事務所もその対応に忙殺されていたことから、事実上事務所からは放置されることになり、バンドメンバー以外の制作スタッフはエンジニアくらいという体制となった。プロデューサークレジットはイギーの単独名義となったが、実際にはウィリアムソンがバンド演奏をまとめた後に、イギーがヴォーカルを吹き込むという共同プロデュースのような形を採っていたと、後にイギーが語っている。
レコーディングは1ヶ月程度で終了したが、事務所に披露したところ、楽曲が気に入らないことに加えてミックスダウンが稚拙なものだったことから事務所はリリースに難色を示し、デヴィッド・ボウイにミックスダウンをやり直させるように指示するとともにメンバー全員をロサンゼルスに向かわせた。メンバーはビバリーヒルズ・ホテルに滞在し、そこでボウイと会った。ツアースケジュールを1日だけ空けて出向いたボウイは、イギーとウィリアムソンが持参したマスターテープを聞いて驚いた。24トラック中3トラックしか使用されていないという状態で、しかも、その3トラックに詰め込まれた音源はヴォーカルや楽器の単位で分離されておらず、それぞれの音が被っていた。ボウイは対応に苦慮し、結局、低音が聞き取りづらくなるという形に妥協してまとめ上げた。ミックスダウン終了後に事務所の指示でメンバーはビバリーヒルズからハリウッドに移動した。
後年、ウィリアムソンは様々な媒体からボウイのミックスに対する意見を求められたが、ウィリアムソンの回答は年とともに変化している。
2001年のインタビューでは「当時は気に入らなかったが、今はあの出来のマスターに対してボウイは良い仕事をしたと思っている。」「イギーのリミックスはアイデアはいいと思うんだが、仕上がりは気に入っていない」。

2010年には「芸術家気取りのミックスだったが、自分のギターを前面に出してくれたのは良かった。」「イギーがリミックスすると聞いた時は嬉しかった。仕上がりは気に入っている。」

2015年には「アルバム製作に第三者の視点を取り入れることができたのは有効だったと思う。」

2017年のインタビューでは「唯一無二の素晴らしいミックスだと思う。」「イギーのリミックスを気に入ったことはない。」
ただし、「ミックスの現場には自分たち（イギーとウィリアムソン）もいたのだから、気にくわない仕上がりならその場で言っていた。あのミックスに対する責任は自分たちにもある。」とは一貫して語っている。
このような作業を経て、1973年2月にアルバム『ロー・パワー』はリリースされたが、メンバー選定、プロデューサー選定、楽曲選定などでことごとく意に沿わない形をとり続けるイギーとザ・ストゥージズの扱いに事務所は手を焼き、アルバムリリース後のツアーに出すこともなく、ハリウッドで放置状態にしてしまった。まともにプロモーションされなかった『ロー・パワー』は再び商業的に失敗した。

### 事務所との確執と離脱
事務所から放置されている間、当面は披露するあてのない新曲の制作とリハーサルに明け暮れていたウィリアムソンだったが、一時期ボウイの愛人でもあったシリンダ・フォクシーと付き合い始めたところを、当時のマネージャー、リー・ブラック・チルダーズに見咎められ、バンドを解雇されてしまう。解雇されたウィリアムソンは、糊口を凌ぐためにポルノ映画館で映写技師を務めながら、音楽活動の継続を模索した。そんな中で、キャピトル・レコードのスタジオでたまたま目にしたスコット・サーストンの演奏に魅了され、友人として付き合うことになった。
一方で、イギーはまともに仕事をよこさない事務所に苛立ちを募らせていたが、ある日デフリーズは畑違いのミュージカル「ピーターパン」の舞台出演を提示してきた。イギーは激怒して断り、これをきっかけにメンバー全員が1973年の5月頃に事務所を解雇されてしまった。

### イギー＆ザ・ストゥージズの崩壊
事務所に解雇されたザ・ストゥージズは再びウィリアムソンと合流し、再度の薬物禍で判断力の低下していたイギーに代わってウィリアムソンがバンドを仕切ることになった。
この時点ではまだコロムビアは社長のクライヴ・デイヴィスも副社長のスティーヴ・ハリスも彼らを見捨てておらず、ハリスは新たにマネジメントを担当することになったジェフ・ウォルドに『ロー・パワー』のプロモーションツアーを提案した。ウォルドはこの提案を受け入れ、1973年7月30日に「Iggy at Max's at Midnight」と銘打たれたマクシズ・カンサス・シティの公演を皮切りにプロモーションツアーを開始した。その後のミシガン州のライブでウィリアムソンは、当時のキーボード担当だったボブ・シェフを解雇し、代わりにスコット・サーストンを迎え入れている。
このツアーはイギーの自傷的で過激な側面が最大限に発揮されたステージパフォーマンスの連続で、また、ツアー日程も移動には非効率的な内容となっており。加えて利益にも乏しく、持ち出し状態であったために体力面と経済面の双方でバンド活動を圧迫した。さらに悪いことにクライヴ・デイヴィスがコロムビアの社長を解任されてしまい、庇護者のいなくなったザ・ストゥージズは2枚目のアルバムを出すことなく、1974年初頭に契約を解除されてしまう。
疲弊し、商業的にも先の展望が不透明となったバンドはデトロイト郊外における暴走族との乱闘騒ぎと翌日のコンサート会場、ミシガン・パレスで観客と揉め事を起こしたことをきっかけに活動を停止してしまった。このミシガン・パレスの騒動の模様は、ライブアルバム「メタリックK.O.」で聞くことができる。

## イギー＆ザ・ストゥージズ以後

### キル・シティ
ザ・ストゥージズを解散したイギーとウィリアムソンはロサンゼルスに向かい、そこで音楽活動の継続を模索して数回のギグを行なったものの、イギーは薬物依存の克服を目的に治療施設に入所することを決めた。ウィリアムソンはもともとコロムビアでの2枚目のアルバムの素材として準備してあった曲に新曲を加えてアルバムを制作することを考え、自宅のカセットレコーダーに曲を録音し始めた。後にこれはデモテープ制作に発展し、イギーも治療施設から外出許可が出た際にヴォーカル吹き込みのために参加した。プロデュースは当時ロサンゼルスに住んでいたジョン・ケイルにイギーを通じて依頼したが断られたため、ウィリアムソン自身が行った。
こうして仕上がったアルバムは『キル・シティ』として後に知られるようになるが、この時点ではリリースするレコード会社が見つからず、そのままお蔵入りとなった。
この頃、しばらく疎遠になっていたイギーとボウイの親交が復活し、『キル・シティ』の製作中にも2人で当時ロサンゼルスに住んでいたボウイの元を訪れたり、レコーディング中だった『ステイション・トゥ・ステイション』の制作スタジオに顔を出したこともあったという。そして、ボウイは『ステイション・トゥ・ステイション』完成後のツアー（アイソラー・ツアー）にイギーを同行させることを決めたため、イギーとウィリアムソンはそのタイミングで袂を分かつことになった。

### テクノロジーへの関心
イギーと袂を分かった頃、ウィリアムソンはアリス・クーパーのレコーディングお披露目パーティでボディガードと揉めて右手に怪我を負ってしまった。これが原因でギターをしばらく弾けなくなったため、ウィリアムソンはパラマウント・レコードとハウスエンジニアとして契約し、数枚のレコードの制作に関わった。エンジニアとしてミキシング・コンソールを操作するうち、その裏にあるテクノロジーに興味を持ったウィリアムソンは本格的に電子工学を学ぶことに決め、最初はロサンゼルス・シティー・カレッジに入学したが、後にクレアモントのポモナ・カレッジに転学した。

### イギーとの再会と別れ
1976年。イギリスでのパンクムーヴメント勃興に伴い、ザ・ストゥージズに再評価の波が訪れる。「ゴッドファーザー・オブ・パンク」と呼ばれ、セックス・ピストルズやザ・ダムドが積極的に楽曲をカバーした。加えてその翌年、ボウイのツアーに同行することでウィリアムソンとは袂を分かったイギーがボウイプロデュースの下で初のソロアルバム『イディオット』続けて『ラスト・フォー・ライフ』をリリースして高い評価を得るとともに、商業的にも成功した。
このような状況のため、ザ・ストゥージズやイギーの未発表音源が求められ、お蔵入りとなっていた『キル・シティ』に目を付けたレコード会社ボンプ！がウィリアムソンに正式なリリースを打診した。学費の捻出に苦労していたウィリアムソンはその打診を受け入れ、『キル・シティ』をリリース可能な状態に仕上げて発表した。このアルバムは商業的には成功しなかったが、オルタナティヴ・ロックファンの間で評判を呼び、その評判がイギーの耳に届くことになった。
この頃のイギーはボウイの下を離れてレコード会社アリスタと契約を結び、ちょうど新作のプロデューサーを探していたところだったため、ウィリアムソンに依頼した。ウィリアムソンは相変わらず学費の捻出に苦労していたこともあったが、旧友のスコット・サーストンが作曲者として全面的に参加していた点にも惹かれてプロデュースを引き受けた。この作品『ニュー・ヴァリューズ』でイギーはウィリアムソンにプロデュース以外にも作曲とギタープレイを期待したが、ウィリアムソンがその期待に応えたのは作曲では「ドント・ルック・ダウン」の1曲だけ、ギタープレイを披露したのは「ドント・ルック・ダウン」と「エンドレス・シー」の2曲だけだった。
『ニュー・ヴァリューズ』は期待するほどの売り上げを記録できなかったため、アリスタは間をおかずに新作アルバムの制作をイギーに要望した。イギーは再びウィリアムソンにプロデュースを依頼しウィリアムソンも引き受けたが、この作品『ソルジャー』は時間がなかったために2人は方針のすり合わせもあまりできないまま短期間でメンバーを揃え、連日に渡って休みなくレコーディング作業を続けることになった。このためにスタジオの雰囲気は悪かった。ゲストヴォーカルとして参加したボウイはその様子を見て雰囲気を盛り上げようと、わざとふざけた行動をとったが、それがさらにウィリアムソンの癇に障ったという。最終的にイギーとウィリアムソンの間での考えるスタイルに齟齬があったことが響いて、ベーシックトラックがイギーの構想とは異なるものとなってしまい、ウィリアムソンは解雇された。

## テクノロジー業界での活動
『ソルジャー』のレコーディングから離脱したウィリアムソンは、そのまま音楽業界からも立ち去った。ポモナ・カレッジに通い続けて1982年に電子工学の学位を取得し、シリコンバレーに向かった。
ウィリアムソンはCPUメーカーのAMDに就職し、そこで15年過ごした後の1997年にブルーレイの普及を構想していたソニー・エレクトロニクスにヘッドハンティングされ、技術標準化担当副社長として迎えられた。AMDにいた頃も、ソニーに移った後も、周囲はザ・ストゥージズのような音楽ジャンルには全く興味のない面々で、ウィリアムソンも自分からはバンド時代の経歴を語ることはなかったという。
「関係なかったからね。私はロックの世界で夢敗れた人間だ。もう執着はしていなかったし、終わったことだった。私の音楽人生は終わっていたのさ。」
ソニーではブルーレイをDVDの後継媒体にすべく活動し、国際的な技術標準化団体、米国電気電子学会(IEEE)のボードメンバーも務めた。
2015年にこの時の活動が評価され、新技術の標準化と広範な普及に貢献した人物に贈られる、ロナルド・H・ブラウン・スタンダード・リーダーシップ・アワードを受賞している。

## ザ・ストゥージズへの帰還

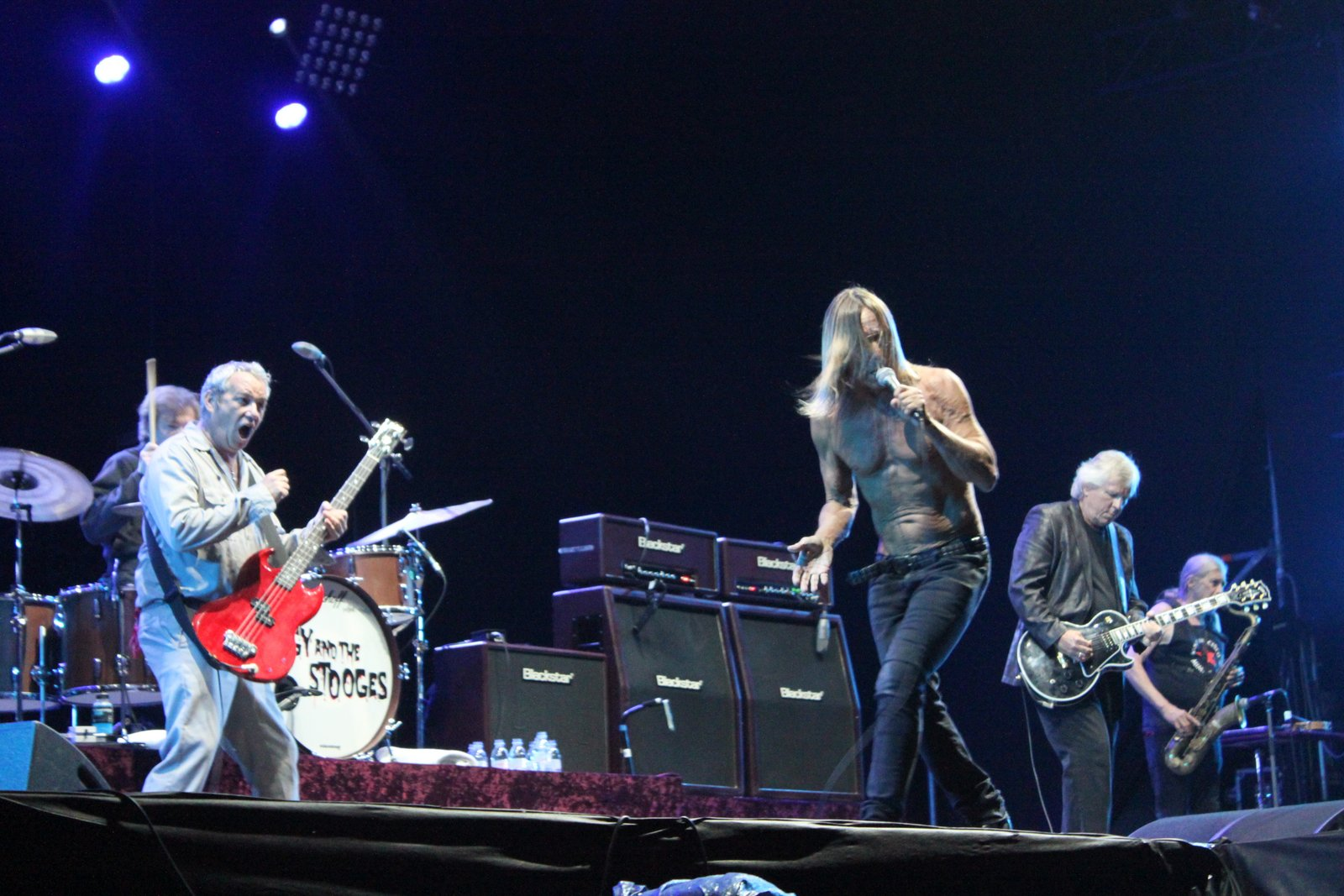
イギー・ポップ＆ザ・ストゥージズ, カトヴィツェ・オフ・フェスティヴァル, ポーランド, 2012年8月4日

### ロン・アシュトンの死
ザ・ストゥージズはイギー、ロンとスコットのアシュトン兄弟、スティーヴ・マッケイといった旧メンバーに新メンバーとしてベーシストのマイク・ワットを加えて、2003年4月27日のコーチェラ・フェスティバルから再始動していた。その頃のウィリアムソンは、イギーとは楽曲の版権関係で連絡を受けるという程度の関係となっていて、再結成には全く関与しなかった。
ところが2009年1月にロン・アシュトンが急逝してしまい、ザ・ストゥージズは新たなリードギタリストを探す必要に迫られた。イギーは直近5回のライブは臨時でレディオ・バードマンのデニス・テックを呼んで対処するつもりだったが、永続的なメンバーとしてはウィリアムソンが理想と考えて復帰を打診した。
ウィリアムソンはイギーからの連絡を受ける前にロンの死を知っていて、イギーとは葬儀への出席などについて話し合ったがバンドへの復帰については断った。
「バンドに加入するにしろ、他の形であるにしろ、関わり合う気はなかったよ。最初は単に私が葬式に出席するかどうかを（イギーと）話していただけだった。その時、まあ当然だが、イギーは私がギターを演奏することに興味があるかを聞いてきた。私は仕事があるから無理、ロックの殿堂で顕彰されるなら、その時は一緒に行ってもいいと応えたよ。」
しかし、その頃のソニーはリーマン・ショックの影響などもあって業績悪化が確実視された時期で、実際に50代以上の社員に対する希望退職の公募を開始していた。その希望退職条件が退職者にとってかなり有利なものであったことから、当時59歳だったウィリアムソンは考え直し、希望退職に応募してザ・ストゥージズに復帰することに決めた。
電子工学技術者からロックバンドのギタリストに戻るウィリアムソンに対して、IEEEはジョークを絡めて惜別の辞を贈った。
「我々の何名かが、理知的で温厚という評価に疑いを抱かずに会議で机を挟んで言葉を交わしていた人物が、史上最も暴力的で騒々しい事で知られるパンクロックバンドでギターを弾く事になりました。（中略）当会の会員にコンサートチケットの割引が適用されるかはまだ判明していません。」

### イギー＆ザ・ストゥージズとしての活動再開
ウィリアムソンは音楽業界に本格的に復帰する前の練習替わりとして、クラシック・ロックのカバーバンド、ケアレス・ハーツをバックに、スティーヴ・マッケイをゲストに迎えてザ・ストゥージズの曲をセルフカバーするライブを行った。これは後に音源化され、ウィリアムソン初のソロアルバムとなった。
そして、2009年11月7日、ブラジルのサンパウロで行われたライブにイギー＆ザ・ストゥージズのメンバーとして復帰した。
ウィリアムソン復帰後、間をおかずにザ・ストゥージズはロックの殿堂入りすることが決まった。授賞式当日に、ウィリアムソンは家族を連れて出席し、バンドマスターとしてイギーとともに受賞スピーチを行った。スピーチ後、受賞当時はトム・ペティ&ザ・ハートブレイカーズのメンバーだった旧友のスコット・サーストンと久し振りに共演し、「サーチ・アンド・デストロイ」を披露した。
ロックの殿堂入り後、もともとミックスにも音質にも不満を持っていた『キル・シティ』のリマスタリングを手掛け、希望どおりの仕上がりによる再発を実現した。
こうしてウィリアムソンの音楽業界復帰は幸先の良いスタートを切ったが、2年ほど経ってイギー＆ザ・ストゥージズは騒動に見舞われる。
2011年6月、フランスで行われたヘルフェス出演後にスコット・アシュトンが脳卒中で倒れてしまい、療養に入ることになった。バンドはツアー中だったため、代役としてラリー・ミューレン(トビー・ダミット)を起用した。
続いて2012年、イギーがソロアルバム『アプレ (イギー・ポップのアルバム)』のリリースを巡って当時契約していたレコード会社EMIと揉め、イギー＆ザ・ストゥージズもろとも契約を解除されてしまう。これにより、2011年から製作を始めていたアルバム『レディ・トゥ・ダイ (ザ・ストゥージズのアルバム)』のリリース先は宙に浮くことになった。
それでも『レディ・トゥ・ダイ』の製作は継続された。楽曲はイギーの自宅があるマイアミにウィリアムソンが滞在して共作したが、その後は基本的にウィリアムソンの主導で製作され、イギーはウィリアムソンから送られたトラックにヴォーカルを吹き込むという形をとった。療養中のスコット・アシュトンもアルバムレコーディングには参加した。スコットの代役としてツアーメンバーを務めたラリー・ミューレンもパーカッションとして参加している。加えてこのアルバムにはその後、ウィリアムソンのソロ活動で大きな役割を務めることになるペトラ・ヘイデンがコーラスとしてゲスト参加している。他のゲストとしては旧友のスコット・サーストンがキーボードで参加した。
『レディ・トゥ・ダイ』はインディーズレーベル大手のファット・ポッサムから2013年4月にリリースされ、ザ・ストゥージズのアルバムとしては初めてビルボード総合チャートのトップ100に入った（96位）。しかし、スコット・アシュトンは発売後のツアーには参加せず、ラリー・ミューレンが再び代役を務めた。

## イギー＆ザ・ストゥージズの終焉
『レディ・トゥ・ダイ』発売後のツアーは2013年9月28日にファイナルを迎え、イギーが翌年の活動休止を宣言したこともあり、そのまま、イギー＆ザ・ストゥージズは活動休止状態に入った。

### リ・リックト
イギー＆ザ・ストゥージズの活動休止を受けて、ソロユニットを別に持っていたマイク・ワットとスティーヴ・マッケイは、それぞれソロ活動を開始し、ウィリアムソンもソロとしては初のスタジオレコーディングとなるアルバム製作のための準備を開始した。
2014年3月、ウィリアムソンはソロアルバム『リ・リックト』の製作を発表した。『ロー・パワー』時代のザ・ストゥージズの楽曲で、非常に有名だが正式にスタジオレコーディングされておらず、1970年代のライブ音源や海賊版でしか知られていないというものを改めてスタジオレコーディングする、という内容のアルバムだった。バックバンドはザ・ストゥージズのメンバーが務めるが、ヴォーカリストは休養中ということでイギーではなく、ロック界に多数いるストゥージズ・フォロワーたち、プライマル・スクリームのボビー・ギレスピー、元デッド・ケネディーズのジェロ・ビアフラ、アリエル・ピンク、ザ・キルズのアリソン・モシャートといった面々を起用した。
「有名なアウトテイクを正式にレコーディングし直す」というアイデアは、ウィリアムソンがイギー＆ザ・ストゥージズに復帰した頃から、折に触れてイギーが「新曲を書くよりそちらの方がいい」と語っていたアイデアで、ウィリアムソンも乗り気だったが、このプランが一向に実現に向けて動き出さなかったため、ザ・ストゥージズの活動がフェードアウトするのを防ぐために実行に移したというものだった。しかし、この発表を受けてイギーはスポークスパーソンを通じ、ウィリアムソンのこの活動を不快に感じていることを表明した。
その後、ウィリアムソンとイギーの間で何らかの合意がなされたらしく、発表の5日後にイギーは一転してこの活動を認め、参加するヴォーカリストに感謝するという趣旨のコメントを発表した。また、ウィリアムソンはイギーのコメントを受けて、「療養中のスコット・アシュトンの体調が戻ればバンドは活動再開すると思う。」と語った。

### メンバーの死
ところがイギーとウィリアムソンのコメントが報道された5日後の2014年3月15日、スコット・アシュトンが急逝してしまった。
こうしてイギー＆ザ・ストゥージズは活動再開について検討するきっかけを失い、その動向を曖昧にしたまま、ウィリアムソンとイギーがそれぞれのソロ活動に取り組むことになった。
2015年9月7日、スティーヴ・マッケイが敗血症を発症して病院に緊急搬送され、翌8日に集中治療室に移された。これを受けて、ウィリアムソンは励ましのコメントを発表したが、闘病虚しく、同年10月10日、マッケイは他界した。彼の死によってメンバーが更に減ってしまったことから、イギー＆ザ・ストゥージズの動向が以前にも増して不透明になった。

### イギー＆ザ・ストゥージズの終焉
2016年6月15日、ウィリアムソンはベルレイズのリサ・コケーラをリード・ヴォーカルに据えたシングルをリリースした際のプロモーションインタビューで、音楽ライターのジョエル・ガスティンに「ザ・ストゥージズは終わった」と明言し、イギー＆ザ・ストゥージズに再始動の可能性はなく、その波乱の歴史に終止符が打たれたことを認めた。
その4ヶ月ほど後の10月23日、ザ・ストゥージズのキャリアを追ったジム・ジャームッシュ監督のドキュメンタリー映画「ギミー・デンジャー」に関するインタビューで、イギーもザ・ストゥージズの活動終了を明言した。主要メンバーの2人が活動の終了を宣言したことで、ザ・ストゥージズの活動は公式に終焉を迎えた。
なお、「ギミー・デンジャー」はイギーがジャームッシュに製作を提案したことから始まった企画であり、ウィリアムソンは自身が活動していた時期についてコメントするために出演しただけで、それ以外の製作には関与しておらず、進捗状況も知らされていなかった。カンヌ、トロント、ニューヨークの各映画祭で行われたプレミア上映にもウィリアムソンが出席することはなく、全米公開時点でも1度自身のフェイスブックで公開されることを紹介しただけで、映画の内容については特に言及しなかったが、後に日本のラジオ番組に出演した際、「初期ザ・ストゥージズの映像はほんの少ししか残っていないのにもかかわらず、ジム・ジャームッシュは素晴らしい仕事をしてくれたと思う。」と称賛のコメントを寄せた。

### その後の証言
2016年時点ではザ・ストゥージズの活動終了について、ウィリアムソンもイギーも「メンバーが軒並み亡くなったから」と説明していたが、その後、それ以前の『レディ・トゥ・ダイ』リリース前後には既に2人の間に確執があったことを認めた。ウィリアムソンは、イギーはニューアルバム製作に消極的だったことに加えてライブで新曲を演奏することにも消極的で、積極的だった自分との溝が埋まらなかったと語り、イギーはソロアルバム『ポスト・ポップ・ディプレッション』の製作過程を追ったドキュメンタリー映画「アメリカン・ヴァルハラ」の冒頭でザ・ストゥージズでの活動について「メンバーにないがしろにされた。相応しい敬意を払われなかった。」と語っている。

## ソロミュージシャンとしての活動
2014年4月19日、ウィリアムソン自身が設立したレオパード・レディ・レコードから『リ・リックト』の先行シングルとして7インチアナログ盤の「オープン・アップ・ブリード / ギミ・サム・スキン」が発売された。続いてその3ヶ月後の2014年7月29日、やはり7インチアナログ盤でセカンドシングル「アイ・ガット・ア・ライト / ヘヴィ・リキッド」が発売され、更にその3ヶ月後の2014年10月16日、アルバム『リ・リックト』が発売された。
このアルバムは、スタジオレコーディングとしてはウィリアムソン初のソロアルバムというだけに留まらず、その後のウィリアムソンのソロ活動を支えるメンバー、ドラムスのマイケル・アーバーノ、キーボードのグレッグ・フォアマンを見出す作品ともなった。
ウィリアムソンは製作発表時にはこのアルバムの再現ライブについて「参加したヴォーカリストが多すぎるから無理」と否定的な見解を示していたが、リリース後にラスト・コール・ウィズ・カーソン・デイリー出演のためにライブ演奏の収録を行ったところ、気が変わり、2015年1月16日にロサンゼルスのブートレグ・シアターで再現ライブを開催した。
同年9月26日、ウィリアムソンはチーター・クローム、フランク・マイヤーとともにイベント、パンク・ロック・ルネッサンス 2015に参加した。2015年のウィリアムソンの活動はこのイベント参加で終了した。
2016年に入ってもしばらくウィリアムソンの表立った音楽活動は途絶えていたが、同年6月15日、『リ・リックト』に参加したヴォーカリストの1人、ベルレイズのリサ・コケーラとのコラボレーションでチャリティ・シングル「アイ・ラヴ・マイ・チュチュ」をリリースし、音楽活動を再開した。ハワイアン調の表題曲でウィリアムソンはウクレレを披露している。
同年8月3日、ペトラ・ヘイデンをリード・ヴォーカルに据え、1920年代のブルースをカヴァーしたチャリティ・シングル「ブルース・ジャンプ・トゥ・ザ・ラビット」をリリースした。
同年11月11日、ウィリアムソンは知り合いのエンジニア兼ベーシスト、ジェイソン・カルマーから紹介されて気に入っていた19才のヴォーカリスト、マイアをリード・ヴォーカルに起用してシングル「シック」をリリースした。この活動で2016年のウィリアムソンの音楽活動は終了した。
2017年1月27日、ウィリアムソンはレディオ・バードマンのデニス・テックとのコラボレーション作品「アコースティック K.O.」をリリースすることを発表した。4曲収録されたこのミニアルバムは、ザ・ストゥージズの曲や『キル・シティ』の収録曲をアコースティック楽器でセルフカバーするという内容で、元々はデニス・テックのアイデアだった。ウィリアムソンによると、ザ・ストゥージズのオーストラリアツアーの後、ハワイで休暇を一緒に過ごした際に提案されたものだったという。
リリース前のインタビューで、これらの曲をデニス・テックとライブ演奏することについて聞かれたが、ザ・ストゥージズ時代に多くのライブをこなして体力的な厳しさを実感して以降、ライブ出演には消極的な発言をしていたウィリアムソンは、今回もあまり積極的ではなく、「サンフランシスコのブリッジ・ベネフィット・フェスティバルのようなチャリティライブに単発で出演するくらいなら」と答えた。また、同じインタビューでアルバム製作を含む今後の活動の予定を聞かれ、音楽活動は継続するが、今後アルバムという形で作品を発表するかはまだわからない、継続的に作曲をすることが自分に可能なのか見極めているところ、と答えた。「アコースティック K.O.」は、リリース発表と同時に収録曲「ペネストレーション」が配信形式で先行公開され、加えて「ナイト・テーマ」のミュージック・ビデオが同年3月3日に公開された後、同年3月17日にリリースされた。
「アコースティック K.O.」リリース後は、再び表立った音楽活動を見せていなかったウィリアムソンだが、同年8月11日に日本のラジオ番組に出演し、3月のインタビューからは一転して「アルバムを製作中」と明言した。また、この際に改めて「今後、ザ・ストゥージズとして活動することはあり得ない」と語った。

### ジェームズ・ウィリアムソン＆ザ・ピンク・ハーツ
2018年3月21日、ウィリアムソンは自身の新しいバンドとしてザ・ピンクハーツの結成と、前年のラジオ番組での宣言どおり、同年6月にそのバンドのニューアルバム『ビハインド・ザ・シェイド』をリリースすることを発表した。
バンドメンバーは基本的に2016年から2017年の間にリリースしたシングルで継続して仕事をしていた面々だった。
また、ザ・ストゥージズの活動停止後には一貫して「ライブには気乗りがしない」と語っていたが、ザ・ピンクハーツではライブの予定が入っていた。この点について「新しいバンドのメンバーから、やはりライブ演奏をしたいという話があったから。この結果次第で今後継続してライブを行なっていくか考える。」と語っている。これらのライブは会場変更などはあったものの、予定通り行われたが、2020年現在、ザ・ピンク・ハーツとしての目立った活動は確認されていない。

### トゥー・トゥ・ワン
ザ・ピンク・ハーツとしてのライブ終了後は、音楽フェス（2018年・アウトサイド・ランズ、2019年・バーガーブーガルー）や他のミュージシャンのライブ（2019年・アレハンドロ・エスコヴェド）へのゲスト出演を続ける一方、「アコースティック K.O.」をリリースしたクレオパトラ・レコードからの依頼を受けて、同レーベルがリリースした複数の作品にゲスト参加している。
そのような形で関係性を深めたクレオパトラ・レコードから、2019年の夏頃にデニス・デックとの再度のコラボレーションを打診され、これを受けたウィリアムソンは、ザ・ストゥージズのセルフカヴァーだった前回と異なり、今回はオリジナル曲のギターアルバムというコンセプトを構想し、テックもこれを了承したために制作に取り掛かった。テックはオーストラリアを中心に人気を博したミュージシャンだが、元々はアメリカ人であり、現在はオーストラリアではなく主にハワイに居住していることからレコーディングはカリフォルニアで行われた。バンドメンバーとしてはこの他にドラムスにザ・ピンク・ハーツのメンバーでもあったマイケル・アーバーノ、ベースはチーター・クロームのバックバンドからマイケル・スキャンランドが参加している。元ザ・ピンク・ハーツ組としては、この他にバッキング・ヴォーカルとしてペトラ・ヘイデン、またレコーディングには参加していないが作詞協力としてフランク・マイヤーが参加している。
翌2020年には新型コロナによって世界中でロックダウンが施行されたものの、レコーディングはそれまでに完了していて、マスタリングを行うスタジオにもたまたま人員が残っていたことから、多少の遅れはあったものの制作の進行に大きな影響はなく、2020年9月18日に新作『トゥー・トゥ・ワン』がリリースされた。

## 家族
サラトガ在住。現在の妻・リンダとは彼女がワーナーブラザーズに勤務していた頃にウィスキー・ア・ゴーゴーの楽屋で知り合い、1981年に結婚した。2人の間には息子・ジェイミーと娘・エリザベスがいる。また、孫を自身のフェイスブックで時折紹介している。

## 評価・影響
ザ・ストゥージズ自体が、後世のロック・ミュージックに大きな影響を及ぼしたバンドであるため、ウィリアムソンの作曲スタイルやプレイスタイルの影響は多岐にわたるが、名指しで彼からの影響を認めている著名なギタリストは、元セックス・ピストルズのスティーヴ・ジョーンズ、元ザ・ダムドのブライアン・ジェームズ、元ザ・スミスのジョニー・マーが挙げられる。
スティーヴ・ジョーンズ「ギターは『ロー・パワー』で学んだ。」
ブライアン・ジェームズ「ザ・ストゥージズのアルバムはどれも素晴らしいが1枚選ぶなら『ロー・パワー』だ。」
ジョニー・マー「自分は好きなギタリストは誰かとよく聞かれたが、その度に『ジェームズ・ウィリアムソン』と答えてきた。条件付きなら他のギタリストを挙げることもあるが、1人に絞らざるを得ないのなら自分の中ではジェームズ・ウィリアムソンって決まっているんだ。」

## 演奏法
基本的にダウンピッキング奏法で、フレットを抑えるフィンガリングも独自の方法を使用している。好きなギタリストとしてジェフ・ベックを挙げているが、特に影響を受けたわけではないという。イギーは彼の奏法について「Thug（刺客、ちんぴら、暴漢）」と呼んでいるが、ウィリアムソンは「確かに一面を表している呼び方だが、あまり気に入っていない。」と語っている。
ウィリアムソンは自身の演奏法についてはインタビューで以下のように語っている。
「自分が曲を書く上で必要に迫られて習得していった演奏法だよ。自分にとっては本当に自然なことなんだ。ギターを始めた早いうちから沢山のコードを素早く弾きたいと思っていたから、君だって必要ならそうするだろ。スタイルはダウンピッキング一択だった。アップピッキングだとコードを素早く弾くのが難しいからね。その結果として鞭打ち音のような激しい演奏が可能になった。そして人々は私の演奏を「攻撃的」と評価するようになった。自分には分からないが、攻撃的な要素を人々が聴き取ったんだろう。ギターはいつも私の衝動を解放してくれる。そして多分そういったものが組み合わさっているんだろう。それが紛れもない、私の演奏スタイルだ。我々の全てのレコードはそういったことを再現するように製作している。君がいつ聴いてもわかるようにね。」
「『ロー・パワー』で披露した演奏スタイルは、マシンガンの銃声がベースにある。」
ダウンピッキング以外の奏法としては、映画「ギミー・デンジャー」の特典映像で、スローナンバー「ザ・ディパーテッド」を演奏する際、座った膝の上にギターを乗せてスライドギターのように弾く姿を確認できる。

## 使用機材
以下はウィリアムソン自身のインタビュー記事などで確認できるもの。この他に、イギーが「ウィリアムソンはロン・アシュトンが書いた曲を演奏するときはフェンダー・ストラトキャスターを使用していた。」と語っている。

### ギター
- ギブソン・レスポール・カスタム

主に使用するギター。最も著名なものは「レオパード・レディ」というニックネームを付けられたチェリーレッドの1969年カスタムモデル。これは『ロー・パワー』のレコーディングに使用されたことから、2016年にロックの殿堂に寄贈された。他に黒とシルバーのモデルを使用している。
- ギブソン B-25N

『ロー・パワー』の作曲に使われたアコースティックギター。これもロックの殿堂に寄贈された。
- マーティン D-28

『ロー・パワー』のレコーディングに使われたアコースティックギター。

### エフェクター
- ダラム・エレクトロニクス・セックス・ドライブ

ライブで使用しているエフェクター。

### アンプ
- ヴォックス AC-30VR

『ロー・パワー』のレコーディングに使用されたアンプ。
- ブラックスター Artisan 30 H、ブラックスター Artisan 412

ライブで使用しているアンプセット。ウィリアムソンは、このメーカーのプロモーションビデオに出演している。

## 日本との関係
プライベートでは、日本企業ソニー・エレクトロニクスの副社長を12年に渡って務めていたため、当然、日本との関係が深く、訪日回数は50回以上に及び、お気に入りのアルコールは日本酒だという。
ミュージシャンとしての来日は一度もなく、日本の音楽関係メディアが彼の発言を紹介することもほとんどなかったが、2017年、ザ・ストゥージズを特集した日本のラジオ番組「100% Raw Power」に録音インタビューという形で出演し、ザ・ストゥージズの思い出やイギーとの関係、自身の現況について聴取者からの質問に答える形で語った。この番組は1ヶ月ほど後にカットされたインタビューも含めて再放送されている。翌年も同じ番組に出演し、新しいバンド、ピンクハーツについて語った。この時にミュージシャンとしての来日について聞かれ「プライベートで訪日する予定はあるが、ミュージシャンとしての訪日は日本のプロモーター次第」と答えている。
活字媒体では2017年に出版された「クロスビート スペシャルエディション イギー・ポップ」に、2013年の『レディ・トゥ・ダイ』発売時に受けたものの、未発表に終わっていたインタビューが掲載された。

## ディスコグラフィ

### アルバム

#### 単独名義
- 2014年 – リ・リックト（英語版）  : 作曲、ギター、プロデュース

#### イギー＆ザ・ストゥージズ
- 1973年 – ロー・パワー（英語版）  : 作曲、ギター
- 2013年 - レディ・トゥ・ダイ (ザ・ストゥージズのアルバム)（英語版） : 作曲、ギター、プロデュース

#### イギー・ポップ＆ジェームズ・ウィリアムソン
- 1977年 – キル・シティ : 作曲、ギター、プロデュース

#### イギー・ポップ
- 1979年 – ニュー・ヴァリューズ  : 作曲、ギター、プロデュース

#### ジェームズ・ウィリアムソン＆ザ・ケアレスハーツ
- 2010年 – ジェームズ・ウィリアムソン＆ザ・ケアレスハーツ[47]  : 作曲、ギター、プロデュース : ライブ盤

#### ジェームズ・ウィリアムソン＆ザ・ピンクハーツ
- 2018年 – ビハインド・ザ・シェイド  : 作曲、ギター、ベース、プロデュース

#### ジェームズ・ウィリアムソン＆デニス・テック
- 2020年 – トゥー・トゥ・ワン : 作曲、ギター、プロデュース

### ミニアルバム

#### コバ・シーズ
- 2010年 – アンフォームド[8] : ギター : レコーディングは1966年頃

#### デニス・テック＆ジェームズ・ウィリアムソン
- 2017年 – アコースティック K.O. : 作曲、ギター、プロデュース

### シングル

#### 単独名義
- 2014年 – アイ・ゴット・ア・ライト／ヘヴィ・リキッド  : 作曲、ギター、プロデュース : 7インチアナログ盤限定
- 2014年 – オープン・アップ・ブリード／ギミ・サム・スキン  : 作曲、ギター、プロデュース : 7インチアナログ盤限定

#### コラボレーション
- 2012年 - ユー・アー・ソー・グレイト / イッツ・オールライト・マ (「プライス・オブ・ザ・チケット（英語版）」の先行シングル) : ギター : ウェンディ・ジェームズ作品へのゲスト参加
- 2016年 - アイ・ラブ・マイ・チュチュ : 作曲、ギター、プロデュース : with リサ・コケーラ
- 2016年 - ブルース・ジャンプ・トゥ・ザ・ラビット : 作曲、ギター、プロデュース : with ペトラ・ヘイデン
- 2016年 - シック : 作曲、ギター、プロデュース : with マイア
- 2019年 - デトロイト・ブレイクアウト！ : ギター : ミッチ・ライダー（英語版）作品へのゲスト参加[92]。
- 2019年 - オープン・ユア・アイズ : ギター : デヴィッド・ハッセルホフ作品へのゲスト参加[90]。
- 2019年 - リーダー・オブ・ザ・パック : ギター : シェリー・カーリー作品へのゲスト参加[91]。